# Keetie van Oosten-Hage
Cornelia van Oosten-Hage –conocida como Keetie van Oosten-Hage– (nacida como Cornelia Hage, Sint-Maartensdijk, 21 de agosto de 1949) es una deportista neerlandesa que compitió en ciclismo en las modalidades de ruta y pista.
Ganó ocho medallas en el Campeonato Mundial de Ciclismo en Ruta entre los años 1966 y 1978.
En pista obtuvo diez medallas en el Campeonato Mundial de Ciclismo en Pista entre los años 1968 y 1979, todas en la prueba de persecución individual.

## Medallero internacional

### Ciclismo en ruta
| Campeonato Mundial | Campeonato Mundial  | Campeonato Mundial | Campeonato Mundial |
| Año                | Lugar               | Medalla            | Competición        |
| ------------------ | ------------------- | ------------------ | ------------------ |
| 1966               | Nürburgring ( RFA)  | Medalla de plata   | Ruta               |
| 1968               | Imola ( Italia)     | Medalla de oro     | Ruta               |
| 1971               | Mendrisio ( Suiza)  | Medalla de bronce  | Ruta               |
| 1973               | Barcelona ( España) | Medalla de plata   | Ruta               |
| 1974               | Montreal ( Canadá)  | Medalla de bronce  | Ruta               |
| 1975               | Yvoir ( Bélgica)    | Medalla de bronce  | Ruta               |
| 1976               | Ostuni ( Italia)    | Medalla de oro     | Ruta               |
| 1978               | Nürburgring ( RFA)  | Medalla de plata   | Ruta               |

### Ciclismo en pista
| Campeonato Mundial | Campeonato Mundial           | Campeonato Mundial | Campeonato Mundial     |
| Año                | Lugar                        | Medalla            | Competición            |
| ------------------ | ---------------------------- | ------------------ | ---------------------- |
| 1968               | Montevideo ( Uruguay)        | Medalla de bronce  | Persecución individual |
| 1969               | Brno ( Checoslovaquia)       | Medalla de bronce  | Persecución individual |
| 1971               | Varese ( Italia)             | Medalla de plata   | Persecución individual |
| 1972               | Marsella ( Francia)          | Medalla de plata   | Persecución individual |
| 1973               | San Sebastián ( España)      | Medalla de plata   | Persecución individual |
| 1974               | Montreal ( Canadá)           | Medalla de bronce  | Persecución individual |
| 1975               | Rocourt ( Bélgica)           | Medalla de oro     | Persecución individual |
| 1976               | Monteroni di Lecce ( Italia) | Medalla de oro     | Persecución individual |
| 1978               | Múnich ( RFA)                | Medalla de oro     | Persecución individual |
| 1979               | Ámsterdam ( Países Bajos)    | Medalla de oro     | Persecución individual |